# Olivea isonandrae
Olivea isonandrae är en svampart som beskrevs av Hosag. 1989. Olivea isonandrae ingår i släktet Olivea och familjen Chaconiaceae.   Inga underarter finns listade i Catalogue of Life.